# 양광 (전한)
양광(楊光, ? ~ ?)은 전한 중기의 관료이다.

## 행적
본래 물건을 만드는 장인이었는데, 무제 때 재주를 인정받아 장작대장(將作大匠)이 되었다.

## 출전
- 반고, 《한서》 권70 부상정감진단전(傅常鄭甘陳段傳)

| 전임 (불명) | 전한의 장작대장 (무제 시기) | 후임 장경 |